# Подразделение стратегических служб
Подразделение стратегических служб (англ. Strategic Services Unit) — разведывательная служба правительства США, существовавшая в период непосредственно после Второй мировой войны. Было создано из двух отделов Управления стратегических служб военного времени — секретной разведки и контрразведки.
Помощник министра обороны США Джон Макклой был ответственным за сохранение работоспособности этих отделов УСС при формировании разведывательной службы мирного времени. Подразделение было основано 1 октября 1945 года распоряжением 9621, которое одновременно упразднило УСС.
В январе 1946 года было создано новое Национальное разведывательное управление (англ. National Intelligence Authority) с маленькой Центральной разведывательной группой (англ. Central Intelligence Group). 2 апреля был отдан приказ о переводе Подразделение стратегических служб в новую группу в качестве Бюро особых операций (англ. Office of Special Operations) и перевод начался немедленно.
В 1947 году, согласно Закону о национальной безопасности было основано Центральное разведывательное управление, в которое была включена Центральная разведывательная группа. В 1952 году Бюро особых операций (англ. Office of Special Operations) было объединено с Бюро политической координации (англ. Office of Policy Coordination) в форме Директората планов (англ. Directorate of Plans), который позже стал называться Национальная тайная служба (англ. National Clandestine Service).